# Expérience (philosophie)
Pour les articles homonymes, voir Expérience (homonymie).
L'expérience est un mode d'acquisition de connaissances qui ne passe pas exclusivement par la raison. Le concept dispose d'une grande fécondité philosophique et a été au cœur de débats épistémologiques.

## Concept
Le terme « expérience » est, en philosophie, polysémique. On utilise parfois l'expression d'« expérience sensible » pour éviter la confusion avec l'expérience entendue comme compétence acquise par un individu, ou l'expérience scientifique que codifie la méthode expérimentale, ou encore l'expérience technique[réf. souhaitée].
Si l'expérience est un mode premier de contact avec le monde, la philosophie occidentale s'est caractérisée, depuis Platon, par une remise en question de la validité des connaissances acquises par l'expérience, et, par conséquent, à une dévaluation de l'expérience. Ces philosophes opposent alors l'expérience à la raison raisonnante qui seule peut soutenir une « connaissance claire et distincte ». L'expérience produit l'opinion, sujette à l'erreur, et productrice de passions. Le pragmatisme, au contraire, estime que la connaissance claire se forme par une série d'expériences, qui ne peuvent manquer d'associer la perception, la réflexion et l'action.

## Courants de pensée

### Empirisme
L'empirisme est un courant philosophique qui soutient que l'expérience sensible permet d'éprouver quelque chose susceptible d'enrichir le savoir. Les sens ne sont alors pas ou peu trompeurs, et permettent de rentrer dans un contact véritable avec le monde. La tradition empiriste considère l'expérience comme la source de données sensorielles, à partir desquelles se construit la pensée.
Thomas Hobbes commence le Léviathan en affirmant une théorie empiriste. L'expérience est permise par la multiplicité des souvenirs d'entrées en contact avec le monde par les sens. Il écrit ainsi que « Beaucoup de souvenirs, ou le souvenir de nombreuses choses, c'est ce que l'on appelle expérience ».

### Aristotélisme
Aristote constitue une école de pensée à part entière. Il soutient une thèse de l'expérience qui n'est ni exactement empiriste, ni exactement rationaliste. Annick Stevens qualifie Aristote d'« empiriste intellectualiste ». Nous approchons le réel par les sens, dont l'intellect se nourrit pour former la connaissance dans l'esprit.

### Rationalisme
Le rationalisme est un courant philosophique qui, à l'âge classique, admettait l'existence d'idées innées, non issues de l'expérience sensible, et d'idées composées par l'entendement seul, donc totalement indépendantes de l'expérience. Ce courant de pensée s'opposait à l'empirisme. Il fondait sa doctrine sur une opposition entre l'a priori (qui est antérieur et indépendant de l'expérience sensible), et l'a posteriori (qui est postérieur et dépendant de l'expérience sensible).

### Kantisme
Emmanuel Kant n'est ni purement empiriste, ni purement rationaliste. Il cherche à dépasser l'opposition entre les deux écoles en en soutenant que l'expérience permet une compréhension du monde parce qu'elle repose sur des formes a priori de l'intuition et de l'entendement.
Au sens kantien, l'expérience désigne l'ensemble du processus de synthèse, utilisant les catégories de l'entendement, qui transforme les données sensibles en objets possibles pour la connaissance.

### Pragmatisme
Le pragmatisme, notamment de John Dewey, fait de l'expérience, c'est-à-dire du souvenir de l'interaction avec l'environnement, animé et inanimé, un concept central. Le pragmatisme évite de dissocier la connaissance de l'action.

## Expériences en philosophie
Dans ses questionnements, ses propositions et sa méthode de travail, la philosophie utilise plusieurs types d'expérience :
- l'expérience de pensée : expression due à Ernst Mach, désignant la résolution d'un problème en imaginant une expérimentation non réalisable concrètement ; Einstein et Schrödinger ont abondamment utilisé cette notion.
- l'expérience intérieure : expression due à Georges Bataille évoquant l'expérience mystique dépouillée de la dimension divine.
- l'expérience interne : l'ensemble des faits de conscience (antérieurs ou immédiats) pouvant être mobilisés.